# August Langenbuch

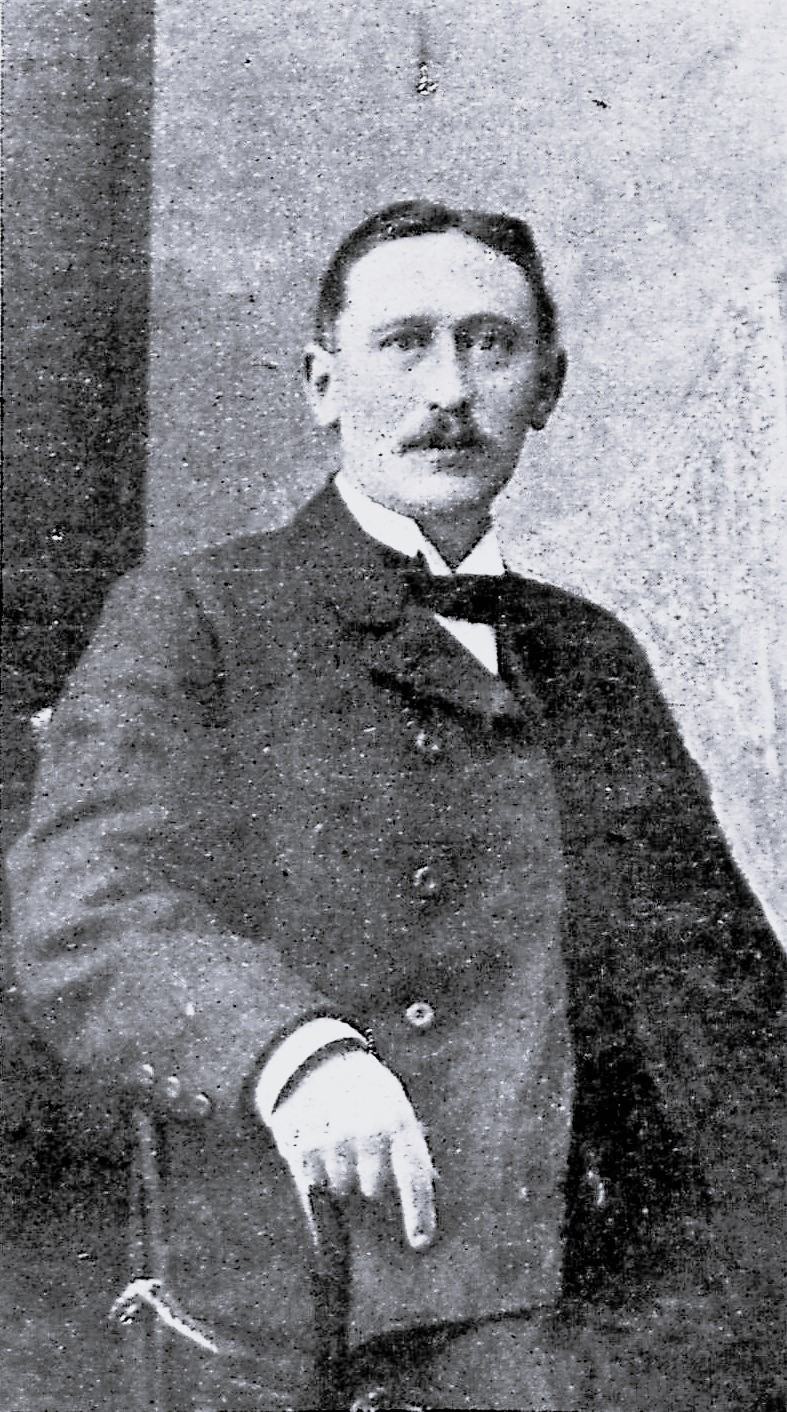
August Langenbuch

August Nikolaus Carl Langenbuch (* 11. Oktober 1870 in Klein Flottbek; † 10. Oktober 1924 in Lübeck) war ein deutscher Landschaftsarchitekt und Leiter der lübeckischen Friedhofsverwaltung. Er hatte die Laufbahn eines Gartenbauingenieurs durchlaufen.

## Leben

### Herkunft
Alfred stammte aus einer Familie mit Gartenkunst-Tradition. Sein Vater, Metaphius Theodor August Langenbuch  (* 4. September 1842 in Eutin; † 2. Mai 1907 in Lübeck), war ein deutscher Gartenarchitekt und Stadtgärtner. Von ihm wurden die Anlagen am Kanal und als Hauptwerk der Stadtpark Lübeck angelegt.

### Laufbahn
Für seine dreijährige Lehre zum Gärtner war Langenbuch zunächst ein Jahr auf dem Versuchsfelde des Gartenbauvereins und dann zwei Jahre bei der Handelsgärtnerei Steltzner & Schmalz tätig, für die er im Anschluss noch ein weiteres Jahr als Gehilfe arbeitete. Ab 1890 besuchte er, wie bereits sein Vater ab 1864, in Potsdam die Gärtnerlehranstalt am Wildpark unter Ferdinand Jühlke.
Anschließend arbeitete Langenbuch für ein halbes Jahr in der Baumschule Peter Smith & Co. in Bergedorf. Bis Herbst 1894 war er aktiver Soldat und kam seiner zweijährigen Militärdienstpflicht bei der Infanterie der Preußischen Armee im Füsilierbataillon des 2. Hanseatischen Infanterie-Regiments Nr. 76 in Lübeck nach.
In den Jahren 1895 und 1896 war Langenbuch Obergärtner im Botanischen Garten zu Stuttgart.
Im Vorjahr in die städtische Parkverwaltung Lübecks gewechselt, wurde Langenbuch 1897 zum Friedhofsinspektor des Allgemeinen Gottesackers in der Israelsdorfer Allee ernannt. Am 15. November 1897 wurde er von der Friedhofsbehörde zu deren Friedhofsaufseher ernannt und ihm ab 1898 die Verwaltung der vier städtischen Friedhöfe, das waren neben dem bereits genannten der St. Lorenz- und St. Jürgen-Friedhof und der später eingegangene St. Gertrud-Kirchhof, übertragen.

Vorwerker Friedhof 1906
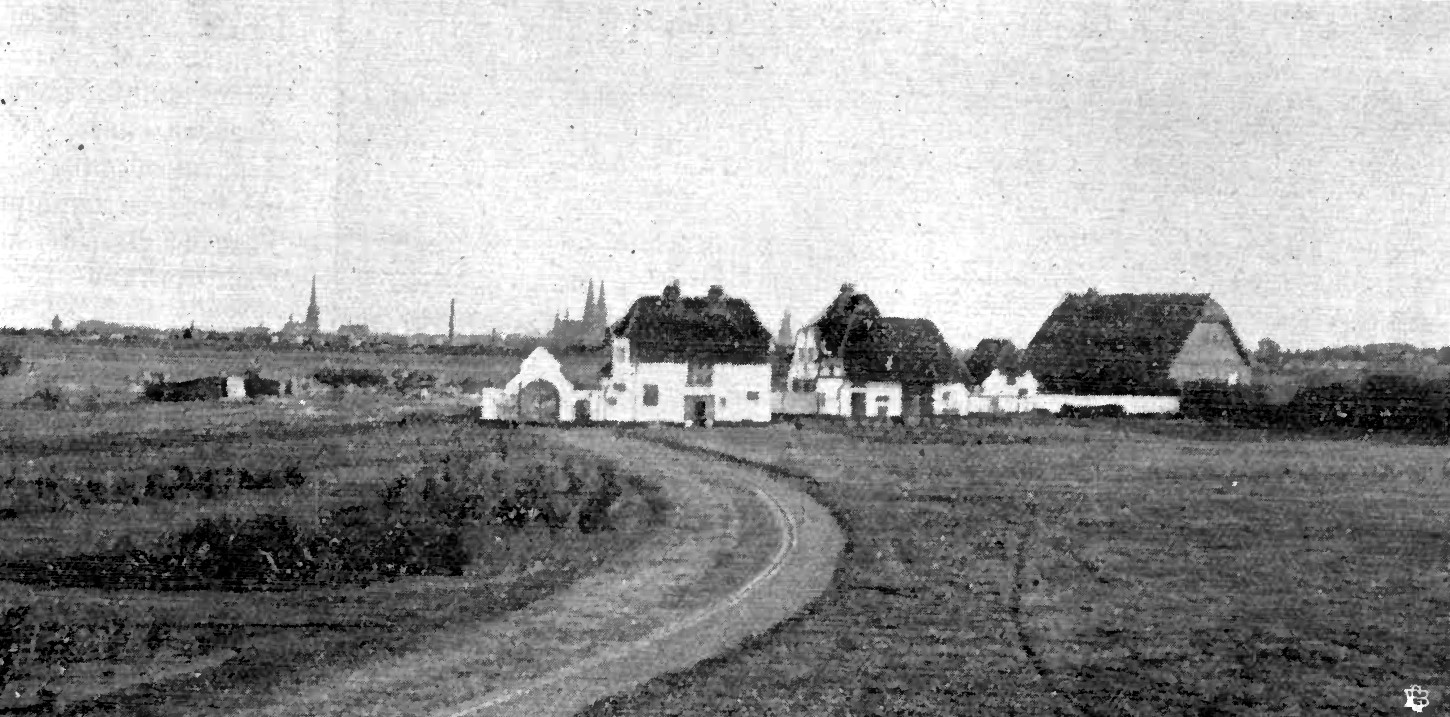
Blick auf Lübeck
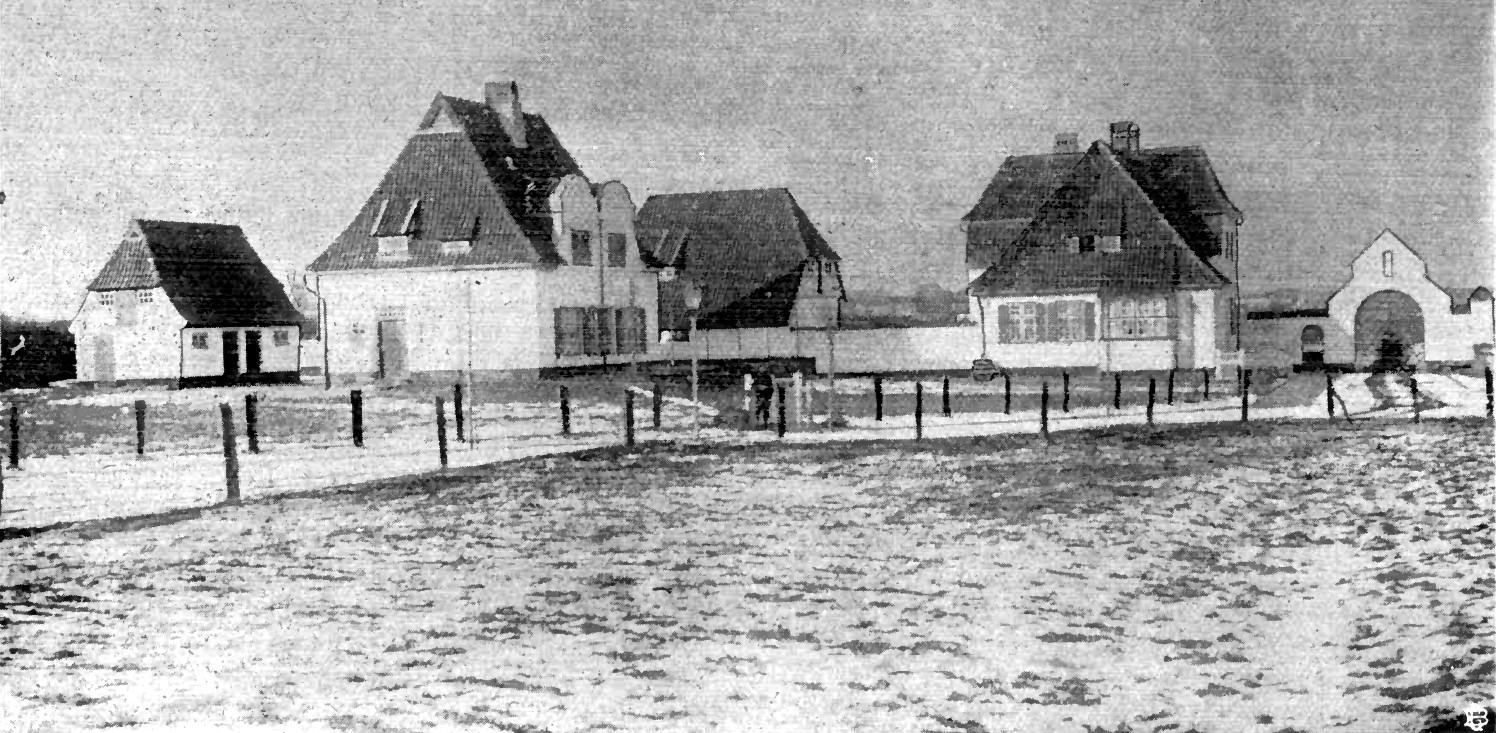
Blick in die Gegenrichtung

Langenbuchs Verwaltungsbereich erweiterte sich 1906 um den Vorwerker Friedhof, für dessen Anlage er, nach einem Entwurf des Stadtgärtners Erwin Barths, ebenfalls verantwortlich war. Auch hier zeichnete er sich der Oberbeamte durch Sorgfalt und Umsicht aus.

Eröffnung am 13. Mai 1907
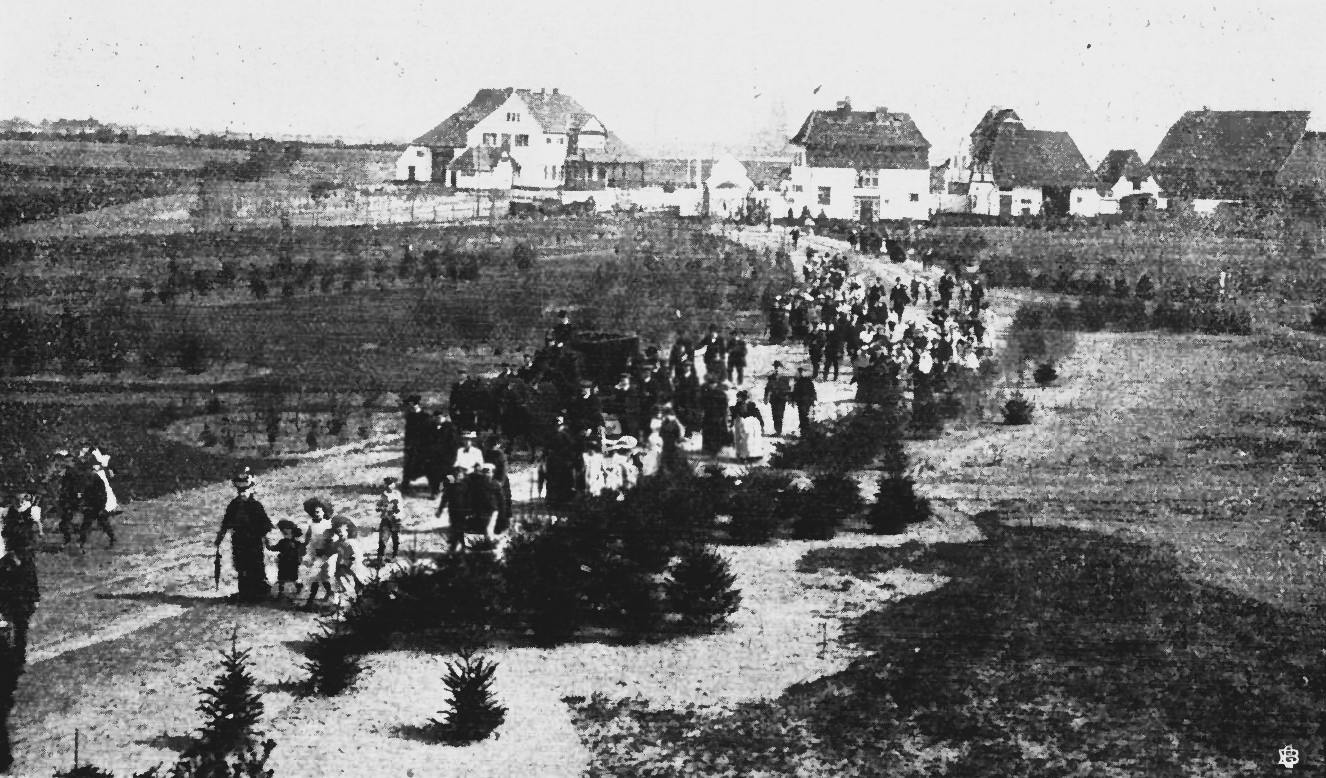
Leichenzug
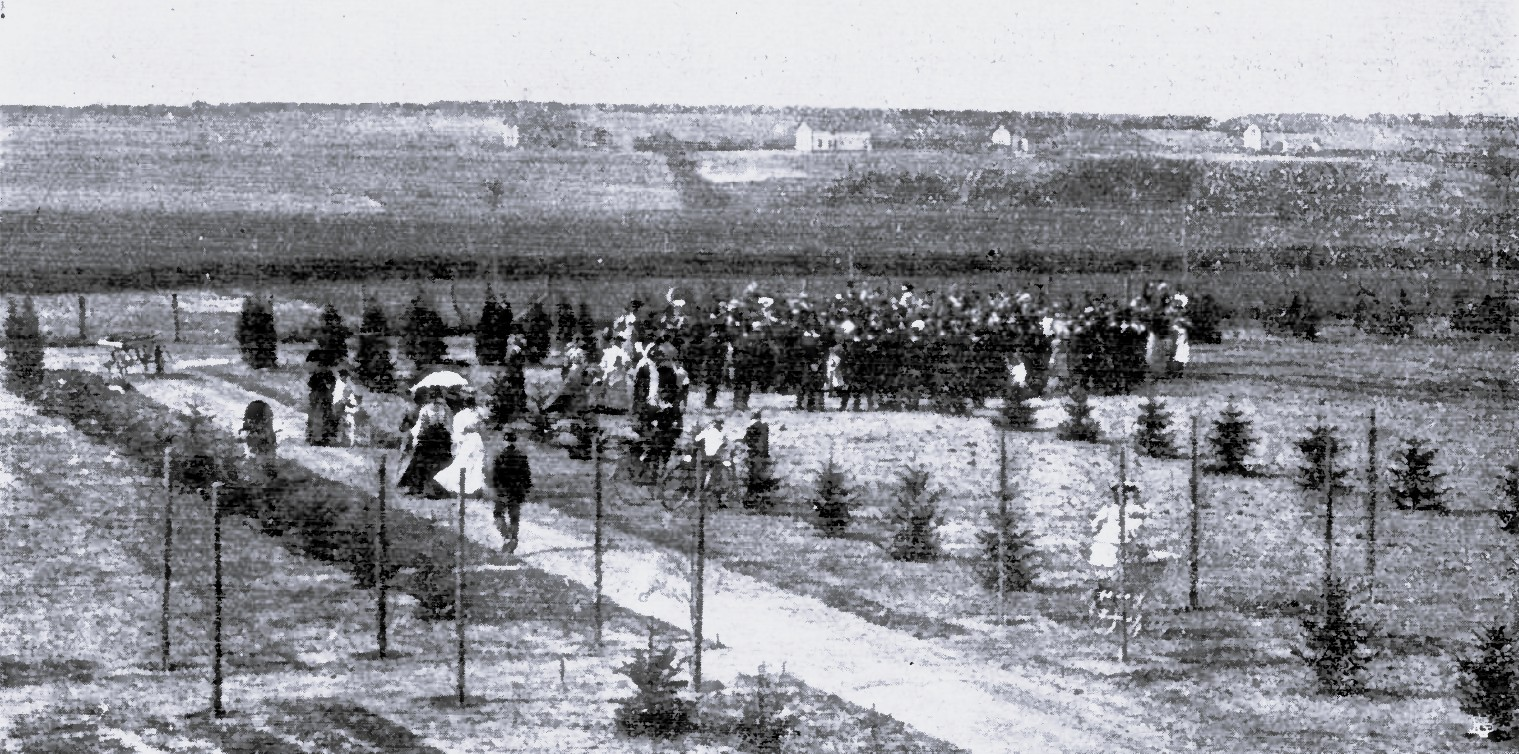
Erstes Begräbnis

Mit dem ersten Begräbnis am 13. Mai 1907 wurde der nun größte Friedhof der Stadt eröffnet. Zu dem Begräbnis eines bejahrten Mitbürgers aus St. Lorenz waren die Mitglieder der Friedhofsbehörde sowie die Vorstände der St. Lorenz- und St. Matthäi-Gemeinde eingeladen.

Leichenhalle
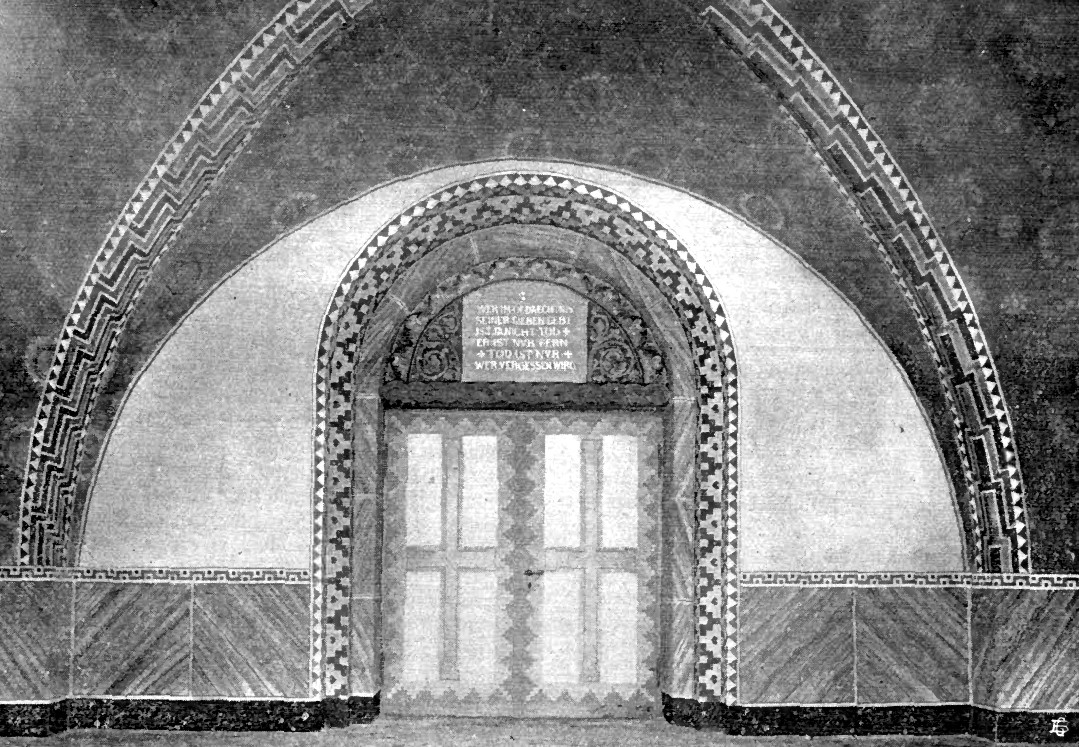
Vorraum
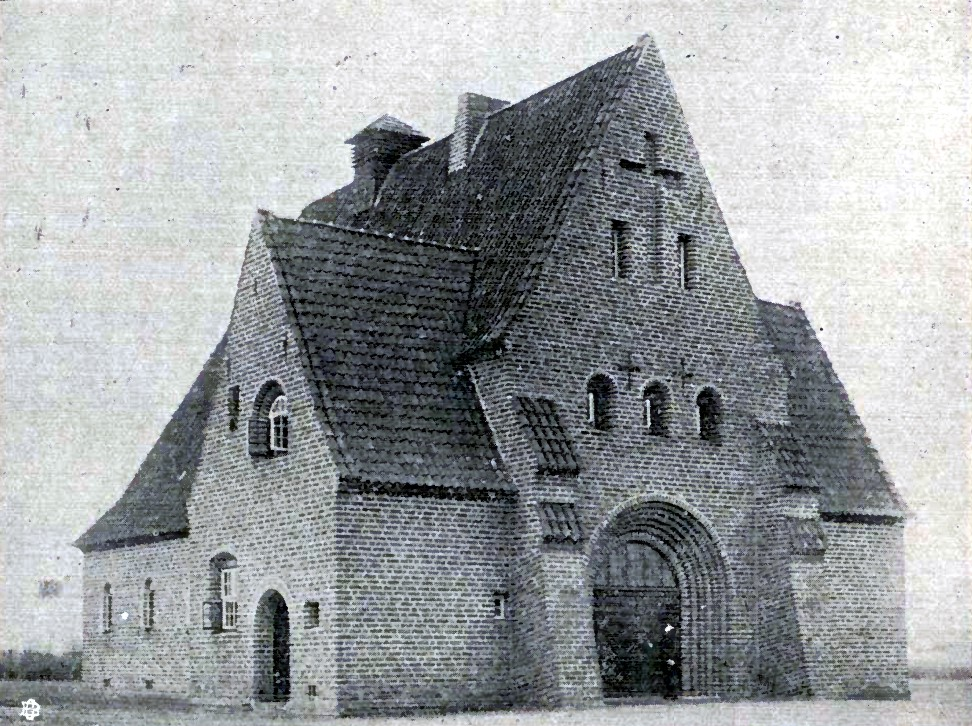
Außenansicht

Aus der wie eine alte Vicelinkirche wirkenden Leichenhalle überführte man den Sarg auf den rechts des Kolumbariums bereits sorgfältig mit Tannen und Koniferen eingefassten Friedhofsteil. Um die Arbeit der Sargträger zu erleichtern, wurde der Sarg hierbei erstmals auf einen Bahrwagen gehoben. Pastor Johannes Evers war ein Mitglied der Friedhofsbehörde und vollzog die Einweihung.

Kapelle
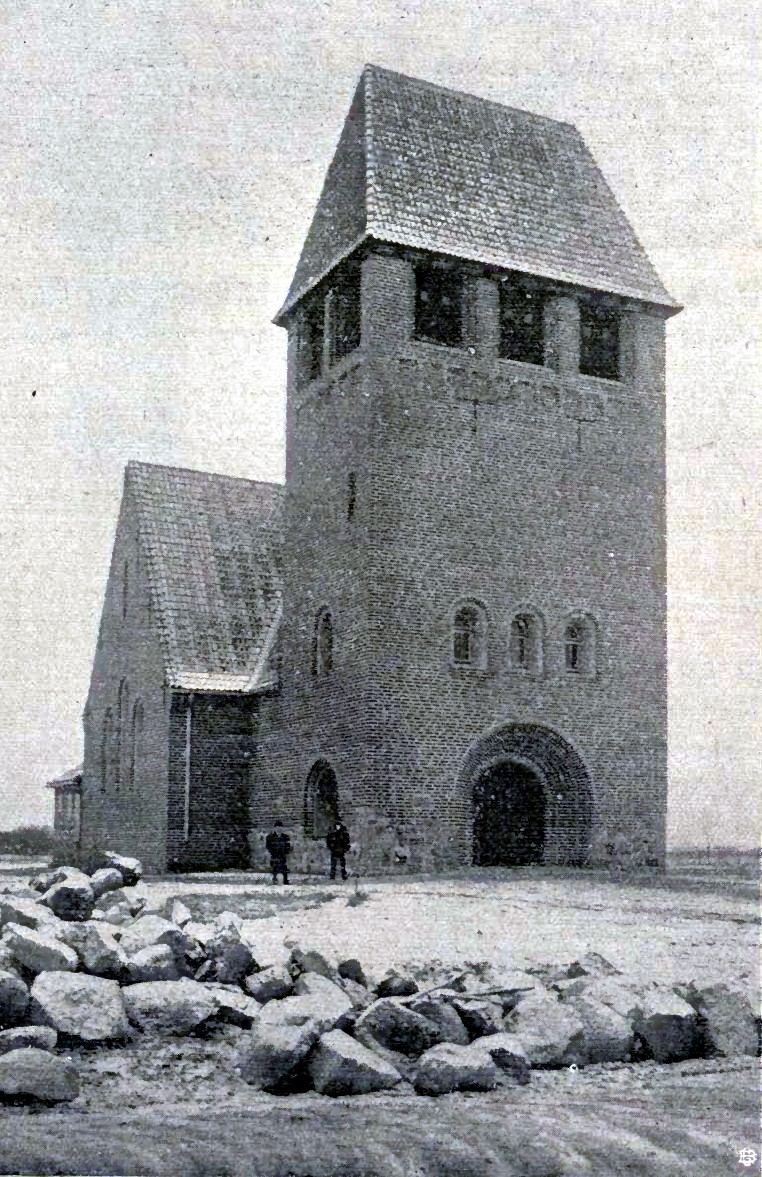
Außenansicht von vorne
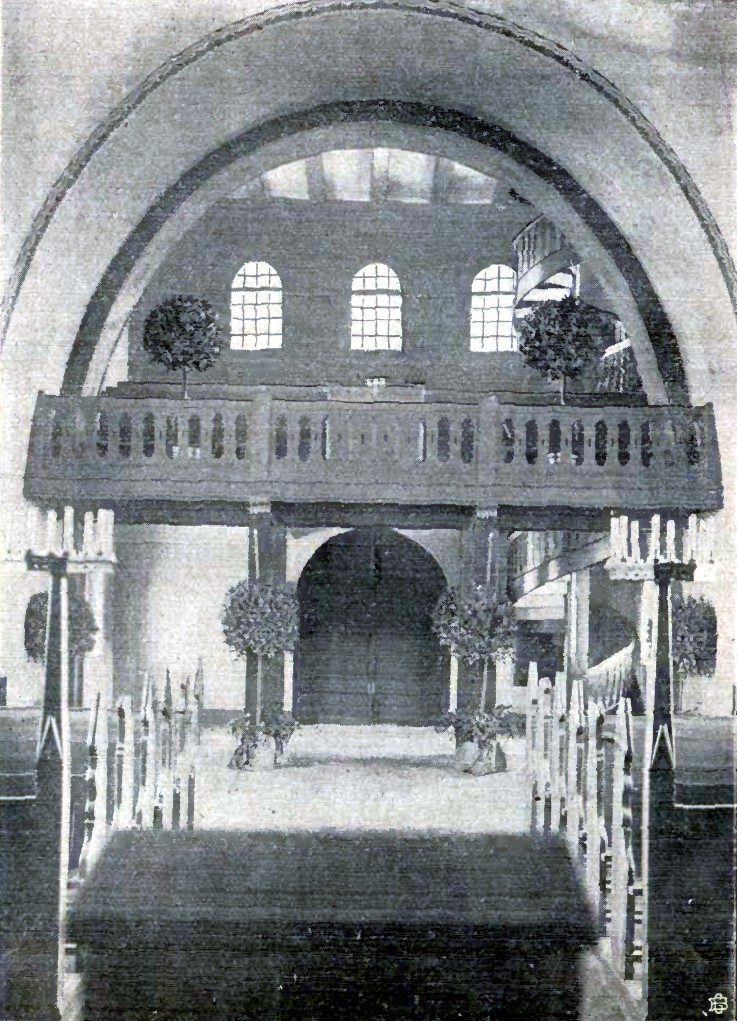
Orgelempore und Türen zum Vorraum
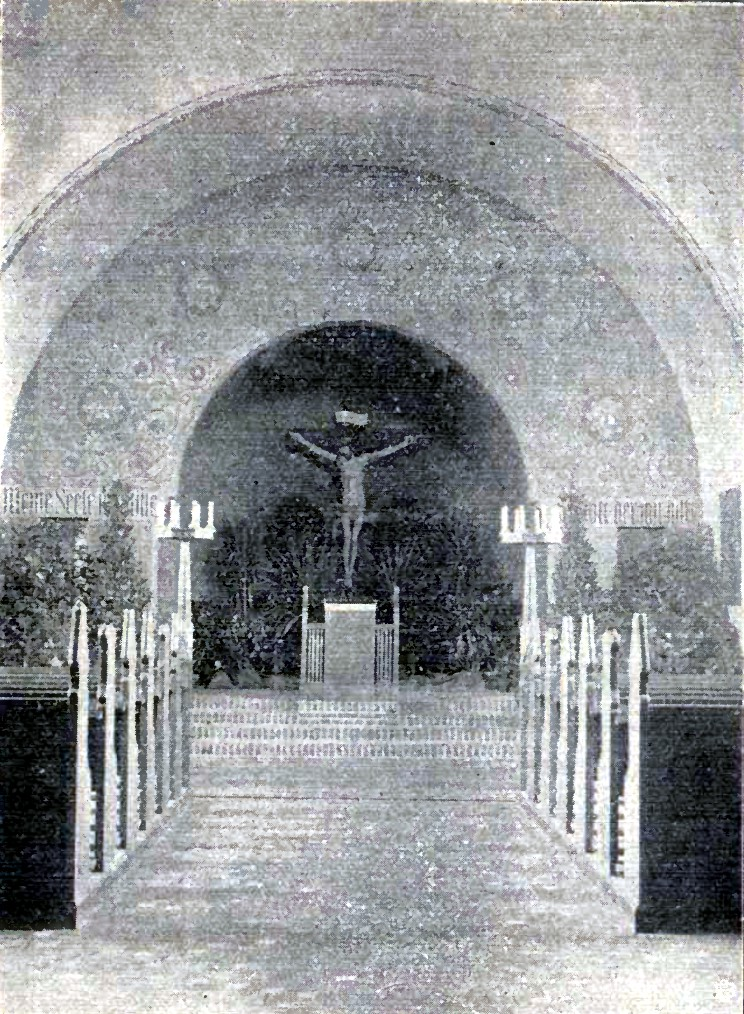
Altarraum
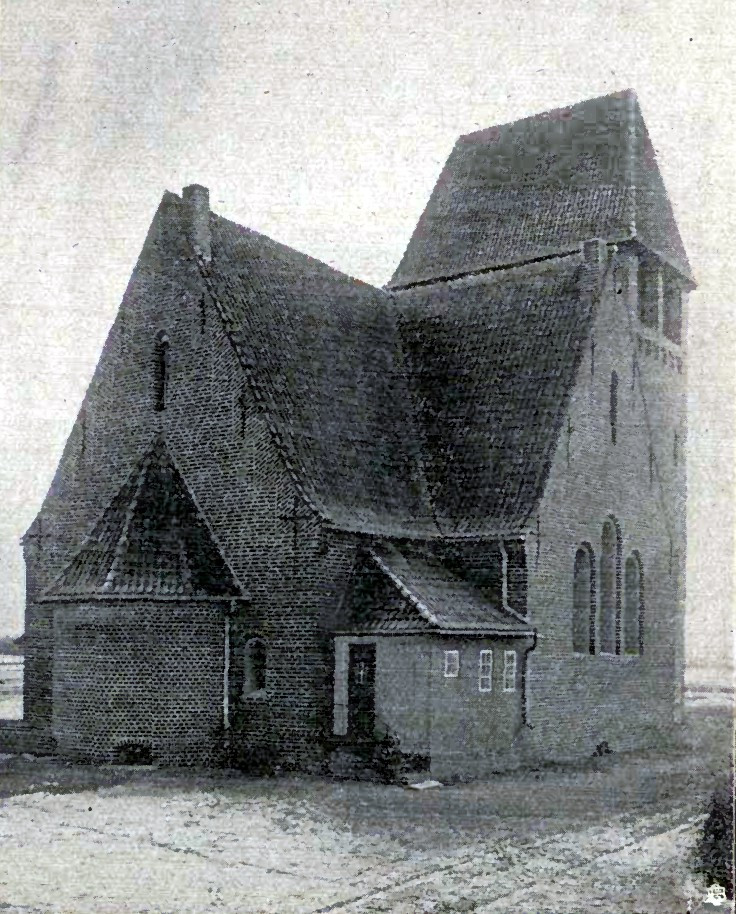
Außenansicht des Chores

Der per Rats- und Bürgerschluss vom 17. April 1907 beschlossene Bau einer Kapelle, deren Bau die Bürgerschaft am 18. Juli 1904 vorerst noch nicht genehmigt hatte, wurde in den Jahren 1908 und 1909 erbaut. Sie bildet im Inneren einen einschiffigen, kreuzförmigen Raum mit halbkreisförmigen Chorabschluss. Der Innenraum ist in allen Teilen gewölbt. Die Höhe über der Vierung beträgt 9 Meter. Im Turm befindet sich eine fast die gesamte Breite des Schiffes einnehmender Vorraum. Über ihm befindet sich eine Orgelempore, die einem bis zu 78-köpfigem Männerchor Platz bietet. Die Gestühle im Kirchenraum boten 108 Personen Platz.
Die Kapelle wurde im Stil der Heimatschutzarchitektur erbaut. Ihre geschnitzte Kanzel befindet sich erhöht auf den Stufen am Ende des Chores. Neben dem Chor befindet sich eine auch von außen erreichbare kleine Sakristei sowie ein Sargträgerraum. Die zwei Anbauten wurden jedoch schon zur Eröffnung der Kapelle als Dissonanzen zur Harmonie der Kapelle empfunden. Entgegen der Erwartung, dass alle Bauteile, die ein Ganzes bildeten, in der äußeren Architekturentwicklung einheitlich ausgebildet wären, waren jene äußerlich als nicht zugehörige Bauteile charakterisiert. Im Gegensatz zur Kapelle, deren Außenwände Backsteine bildeten, waren die Außenwände der beiden Anbauten verputzt worden.
Die Pläne und Baurisse wurden vom Bauamt bearbeitet, während die Bauleitung in den Händen des Architekten Friedrich Strobelberger lag. Als ausführende Organe waren beteiligt: Schulz & Sohn (Maurerei), Blunk & Sohn (Zimmerei), Schubert (Klempnerei), Füllkell (Dachdecker), Meins Moislingen (Fenster), Steffens (Türen und Gestühle), Erdmann (Schnitzerei), Berkenthien (Bleiverglasung), Voht (Malerei), Eggert (Anstrich von Fenster und Türen), Köri Berlin (Zentralheizung), H. L. Behn (Lieferung der Fußbodenplatten)

Krematorium
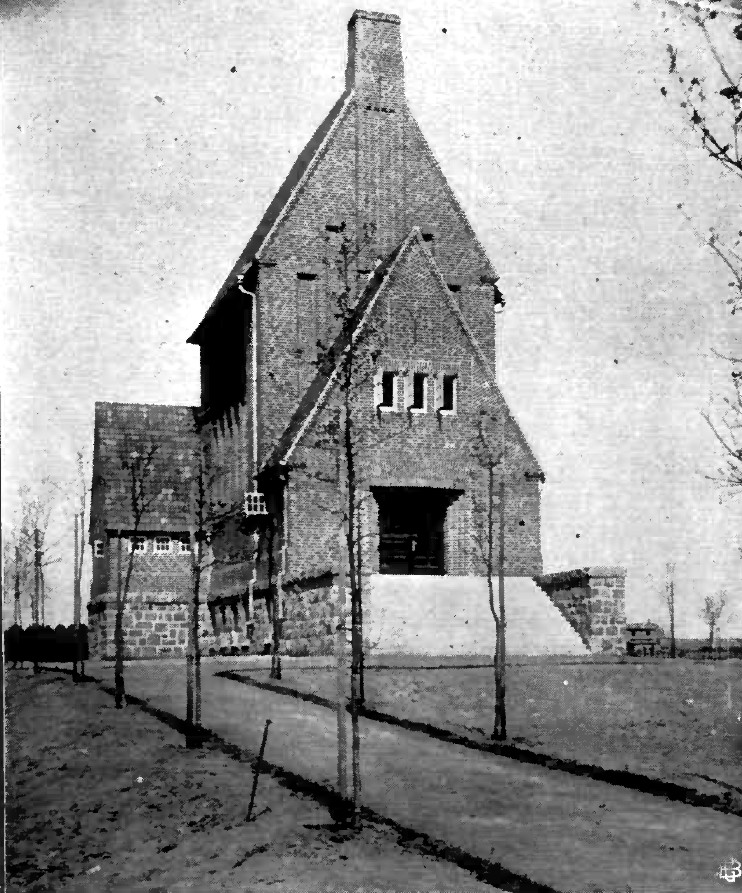
Gesamtansicht
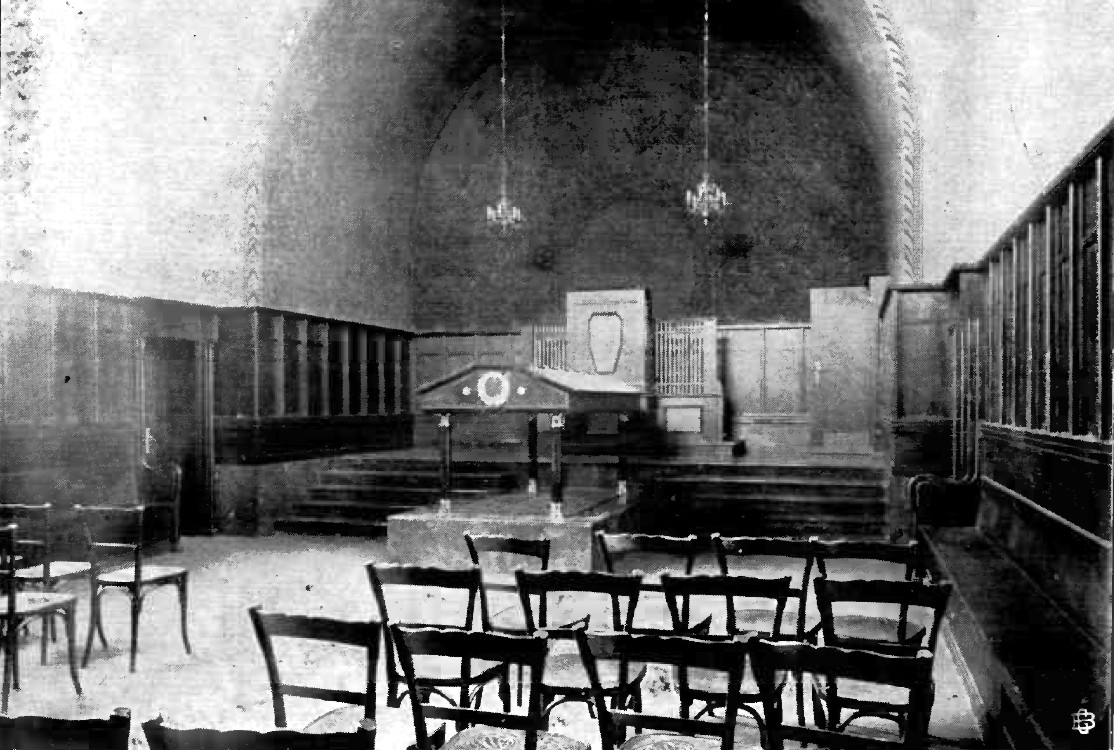
Haupthalle
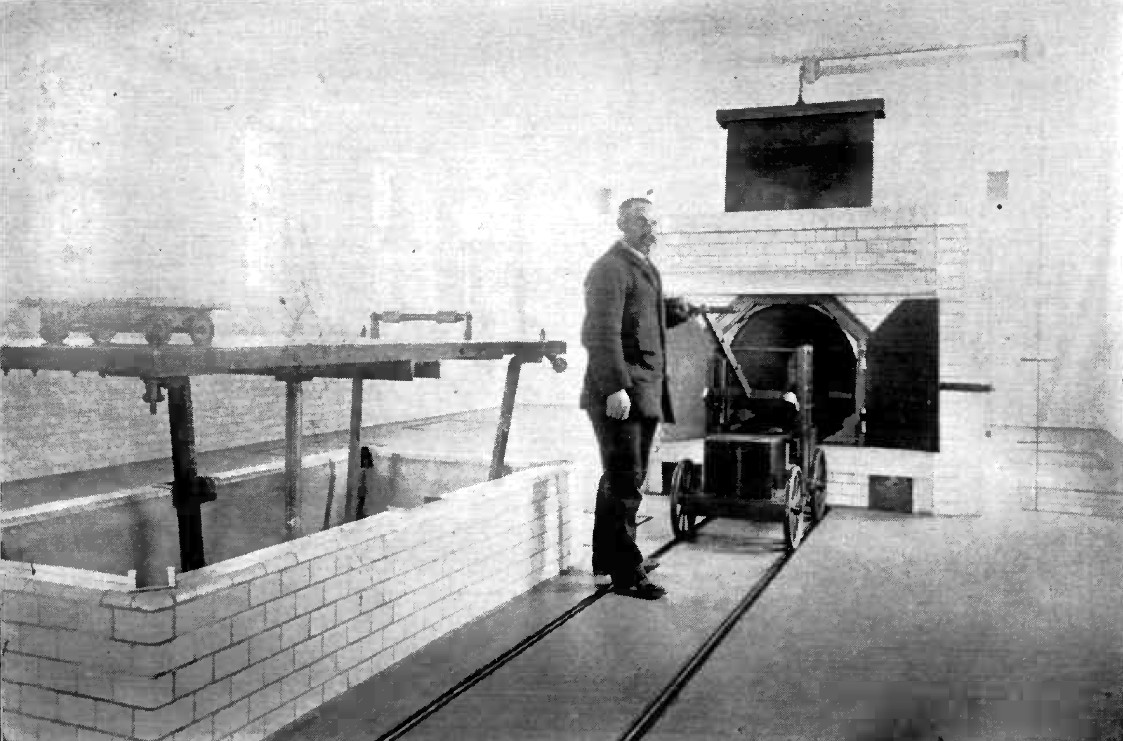
Verbrennungsraum
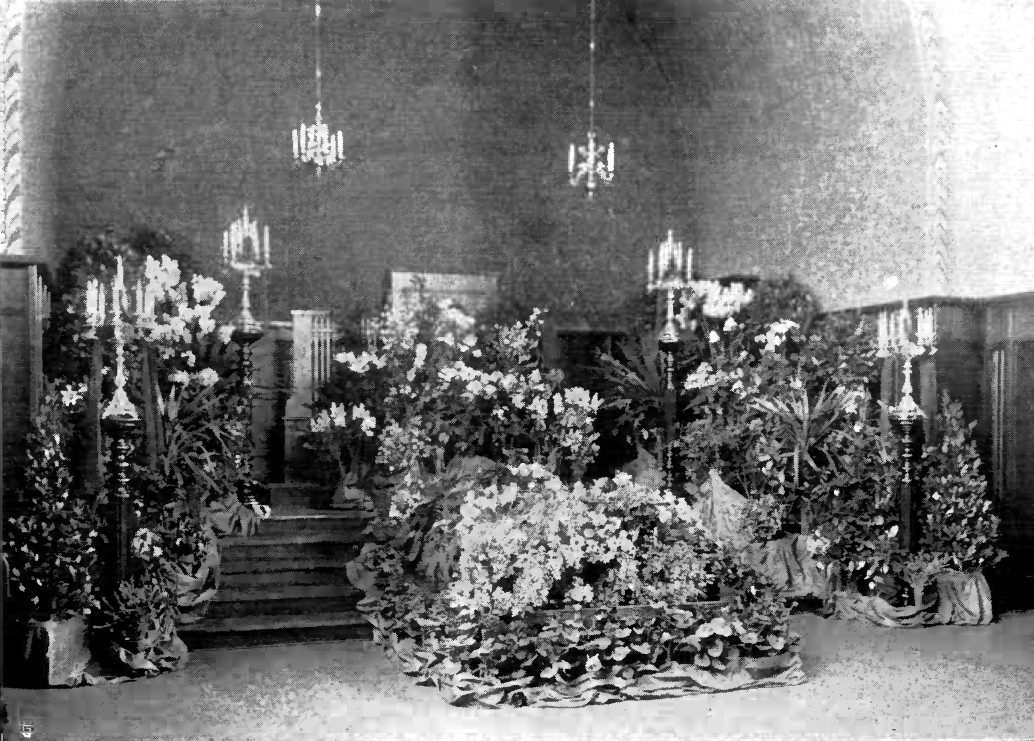
Erster Sarg in der Einsegnungshalle

Am äußersten Ende des Friedhofes, dicht an dem die Grenze zwischen lübeckischen und oldenburgischem bezeichnenden Landgraben, wurde durch den Bauinspektor Carl Mühlenpfordt das neue staatliche Krematorium erbaut.
Über eine breite mit mächtigen Quaderwangen eingefasste Freitreppe erreichte man durch das Portal eine einfache Vorhalle. Von dieser führte eine Treppe zum Chor hinauf und von dort durch eine zweite Flügeltür in die mit großen, schlanken Fenstern ausgestattete Haupt- oder Bestattungshalle. Auf der Rückseite der Haupthalle steht auf einer kleinen Erhöhung, zu der Stufen hinaufführen, unter einem sich über sie spannenden Rundbogen die Einsegnungskanzel. Dicht vor ihr befindet sich zwischen den einen Baldachin tragenden Säulen die den Sarg aufnehmende Versenkung. Nördlich der Bestattungshalle befindet sich die Sakristei und südlich ein kleiner Raum für die Angehörigen. Unter ihr liegt der Verbrennungsraum mit dem in Schamottsteinen ausgeführten Verbrennungsofen. Im darunterliegenden Feuerungsraum wird die Asche in einer Kapsel gesammelt. Diese konnte auf dem umliegenden Urnenfriedhof des Vorwerker Friedhofs beigesetzt werden.
Am 22. März 1910 fand in dem neuen staatlichen Krematorium eine erfolgreiche Probeverbrennung statt. Langenbuch erläuterte am 12. Mai den das Krematorium besichtigenden Bürgerschaftsmitgliedern eingehend dessen einzelne Einrichtungen und Vorgänge. Die Hülle der Gräfin Louise von Baudissin, Mutter des Schriftstellers Graf Wolf von Baudissin (Freiherr von Schlicht) wurde am 17. Mai als erste Leiche verbrannt und das Krematorium somit eingeweiht. Seit seiner späteren Entkernung dient das Krematorium nur noch der Feuerbestattung.
Alle Baulichkeiten des Friedhofs sind unter Langenbuchs Mitwirkung entworfen und errichtet worden.
Während des Ersten Weltkriegs gelangte auch der neu angelegte Ehrenfriedhof in Langenbuchs Zuständigkeitsbereich.

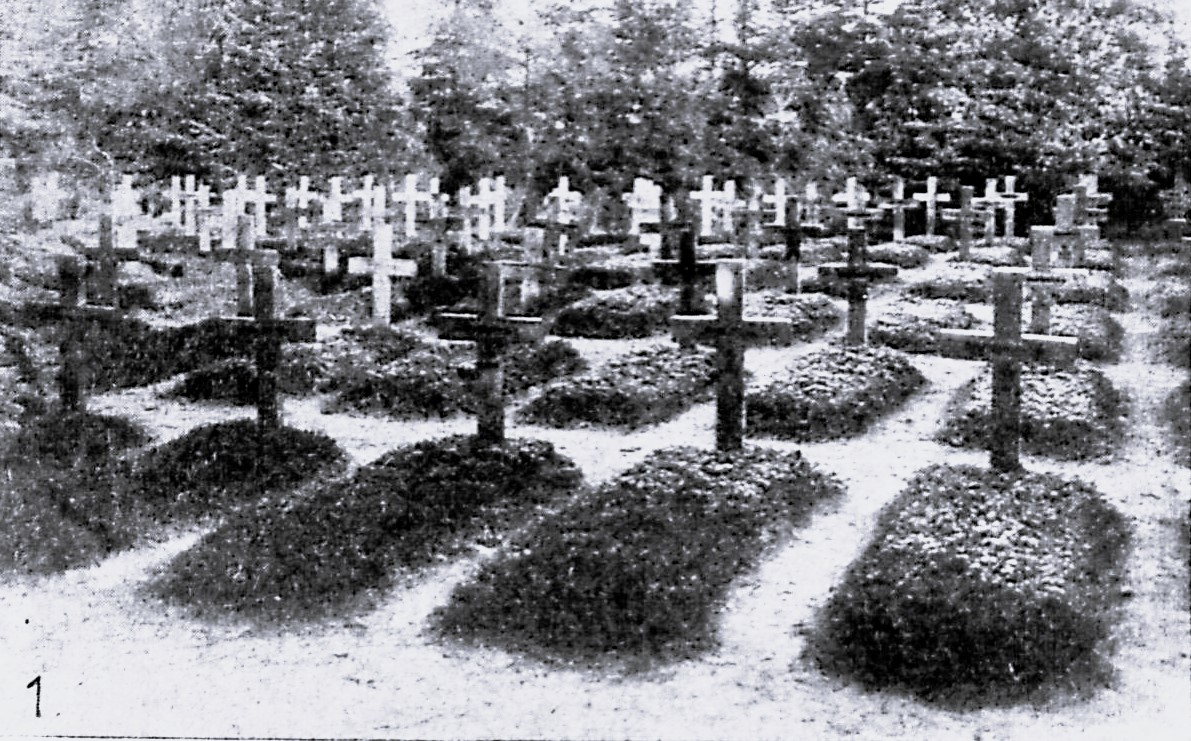
Gräberfeld russischer Soldaten

Zusätzlich wurde auf dem Vorwerker Friedhof ein Gräberfeld für gefallene deutsche Soldaten und ein von Tannen umrahmtes Gräberfeld für über 80 in Gefangenschaft verstorbene Russen angelegt. Gereihte Holzkreuze in einheitlicher Größe bezeichneten die Soldatengräber. Auf dem Grab eines russischen Asiaten mohammedanischen Bekenntnisses stand unter dem Kreuz, dem Symbol des christlichen Glaubens, eine schlichte Holztafel mit einer asiatischen Inschrift. Dieses Gräberfeld war jedoch, da es abseits lag, den meisten Friedhofsbesuchern unbekannt. Nach dem Zweiten Weltkrieg sollte sich dies durch die Anlage weiterer Kriegsgräberstätten in der Nähe ändern, dem Gräberfeld gegenüber wurde beispielsweise 1947 die Estnische Kriegsgräberstätte errichtet.

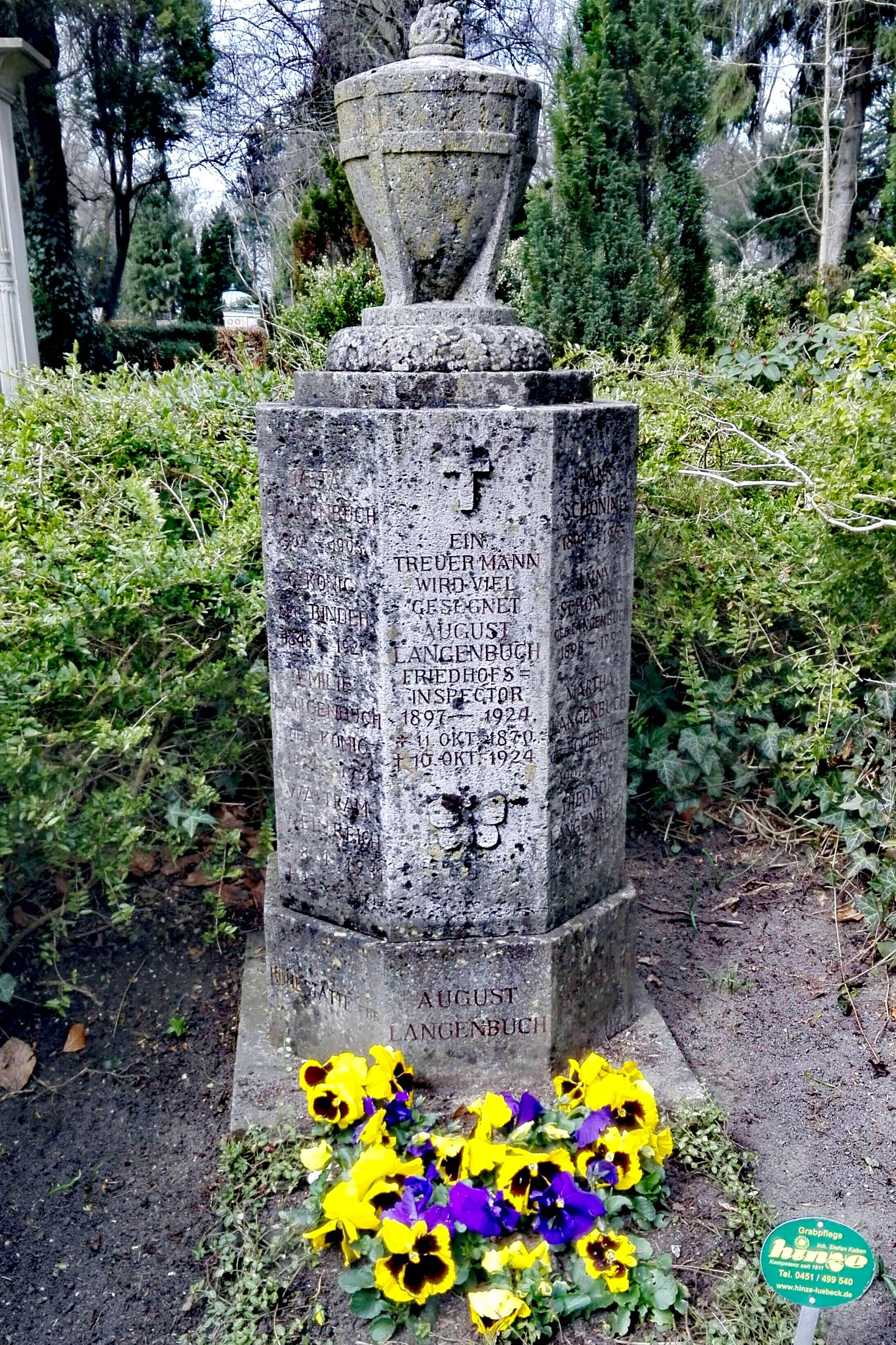
Urnengrab der Familie

Nach langen schweren Leiden verstarb der Friedhofsinspektor 1924, am 14. Oktober wurde seine Urne inmitten der von ihn geschaffenen Blumen- und Pflanzenhaine beigesetzt.

### Familie
Langenbuch war mit Emilie (* 1871; † 1961), geborene König, verheiratet. Aus der Ehe gingen
- Theodor (1894–1974), zwischen den Kriegen nur Theo

er war mit Martha (1907–1971), einer geborenen Eggebrecht, verheiratet
- Anny (1898–1992)

sie war mit Hans Schöning (1898–1963) verheiratet
- Meta (1902–1906)

als Kinder hervor.